# Emo (hudba)
Emo je styl punk rockové hudby. Od svého vzniku se emo dočkalo několik nezávislých změn hudby, které označujeme jako tzv. „vlny“. Používání tohoto termínu jako takového i z tohoto důvodu bylo a je předmětem rozsáhlých diskusí dodnes.
V prapůvodní verzi je termín emo používán k popisu podžánru hardcore punk, který má původ ve Washingtonu D.C., hudební scény z 80. let. V pozdějších letech se používal termín emocore, zkratka emotional harcore, používaný též pro popis DC scény a některých regionálních scén které z něj vznikly.
Samotný termín emo vznikl náhle a spontánně na základě toho, že členové skupin vykazovali silné emocionální chování během vystoupení a zpěv připomínající Johna Lydona, zpěváka Sex Pistols, ovšem s ještě větší expresivitou a neurvalostí, kdy už často nešlo o zpěv, jako spíš screaming. Nejvíc rozpoznatelnými jmény v tomto období byly skupiny jako Rites of Spring, Embrace, One Last Wish, Fugazi, Beefeater, Gray Matter, Husker Dü, Fire Party a o něco později taky Moss Icon. První vlna emo začala zanikat po rozkladech většiny z těchto skupin na počátcích 90. let.
V polovině 90. let termín emo začal odrážet indie scénu, která následovala po ovlivnění tzv. Fugazi, který sám o sobě byl vlastně odnoží z první vlny emo. Skupiny jako Sunny Day Real Estate a Texas Is the Reason prezentovaly více nezávislý rockový styl emo, více melodický a méně chaotický v charakteru než jejich předchůdci. Takzvaná „indie emo“ scéna přežila až do pozdních 90. let, když se mnoho skupin rozpadlo nebo byly pohlceny hlavním proudem.
Když zbytky nezávislých emo skupin vstoupily do hlavního proudu, novější skupiny začaly napodobovat víc hlavní proud stylu a tvořit styl hudby, která má teď zaslouženou přezdívku emo uvnitř populární kultury. I když dokonce i v minulosti termín emo byl používán pro identifikaci širokého množství skupin, šíře skupin spadajících pod dnešní význam emo je ještě víc rozsáhlá a tak pro výraz emo zůstává ještě více neurčitý význam, spíš než označení pro specifický žánr hudby. I v České republice můžeme nalézt hudební skupiny hlásící se k tomuto hudebnímu proudu, například nedávno vzniklou mainstreamovou skupinu High Five.